# Чернещина (Богодухівський район)
Черне́щина — село в Україні, у Краснокутській селищній громаді Богодухівського району Харківської області. Населення становить 556 осіб. До 2020 орган місцевого самоврядування — Краснокутська селищна рада.

## Географія
Село Чернещина знаходиться на правому березі річки Мерла, вище за течією на відстані 2 км розташоване село Городнє, нижче за течією примикає смт Краснокутськ. Село оточене великим лісовим масивом (дуб). Через село проходить автомобільна дорога Т 1701 (Т 1702).

## Історія
За даними на 1864 рік у казенній слободі Богодухівського повіту Харківської губернії мешкало 367 осіб (181 чоловіків та 186 жінок), налічувалось 62 дворових господарства, існувала православна церква.
Станом на 1885 рік у колишньому державному селі Краснокутської волості мешкало 521 особа, налічувалось 138 дворових господарств.
За переписом 1897 року кількість мешканців зросла до 914 осіб (424 чоловічої статі та 490 — жіночої), з яких 877 — православної віри.
12 червня 2020 року, розпорядженням Кабінету Міністрів України № 725-р «Про визначення адміністративних центрів та затвердження територій територіальних громад Харківської області», увійшло до складу Краснокутської селищної громади.
19 липня 2020 року, в результаті адміністративно-територіальної реформи та ліквідації Краснокутського району, село увійшло до складу Богодухівського району.

## Пам'ятки
- Загальнозоологічний заказник місцевого значення «Оберіг». У заказнику представлений комплекс хребетних, в тому числі рідкісних видів, занесених до Європейського Червоного списку (видра річкова, деркач), до Червоної книги України (норка європейська, горностай, журавель сірий) і 9 видів, які потребують охорони в Харківській області, серед них бобер річковий, численні поселення якого знаходяться на ділянці заплави річки Мерла.
- Чернещинський заказник — гідрологічний заказник місцевого значення.

## Постаті
В селі похований Бреславець Григорій Іванович (1917—2001) — радянський військовик, учасник Другої світової війни, почесний громадянин Бердичева.

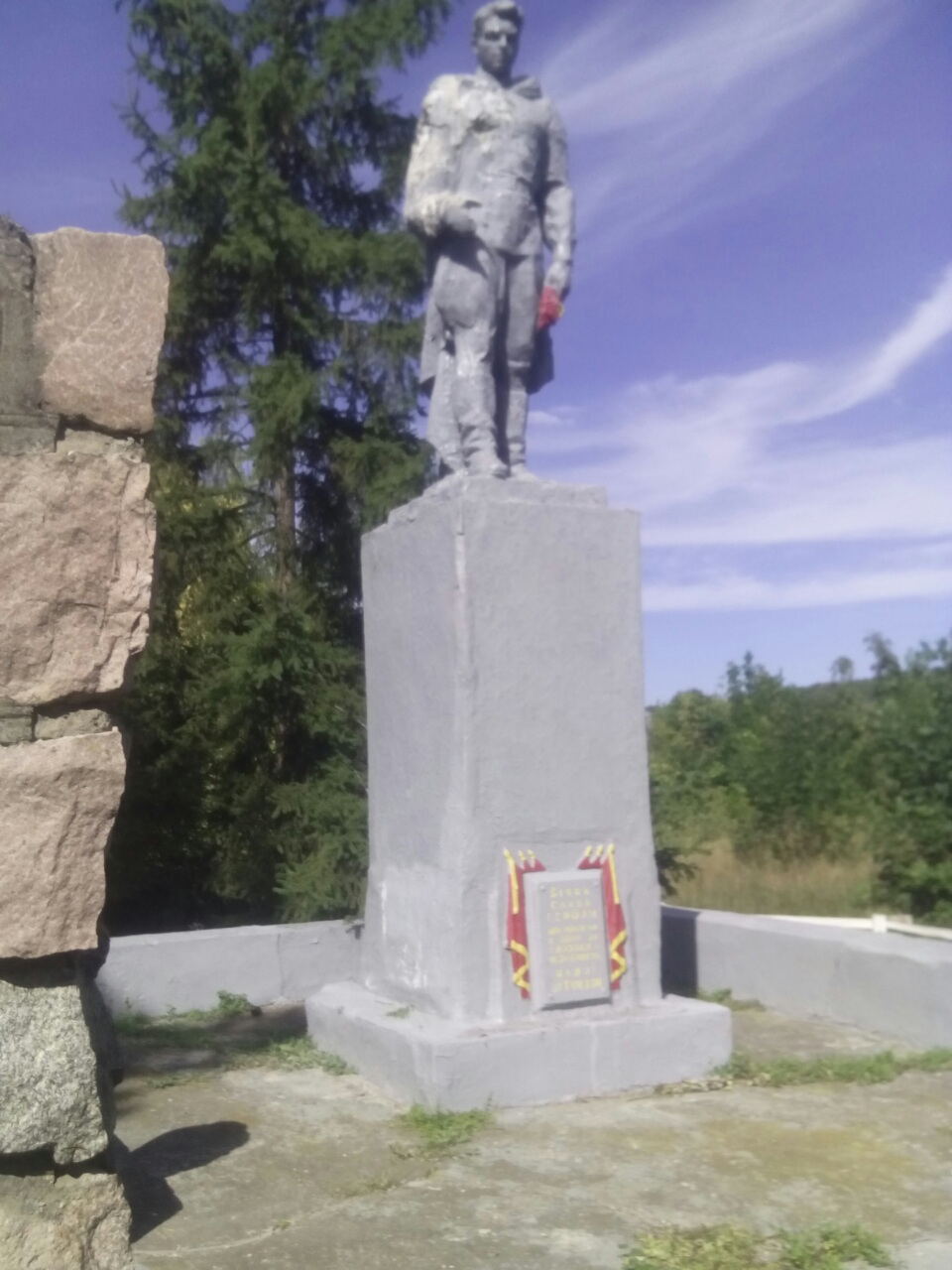
Пам'ятник на могилі радянських воїнів
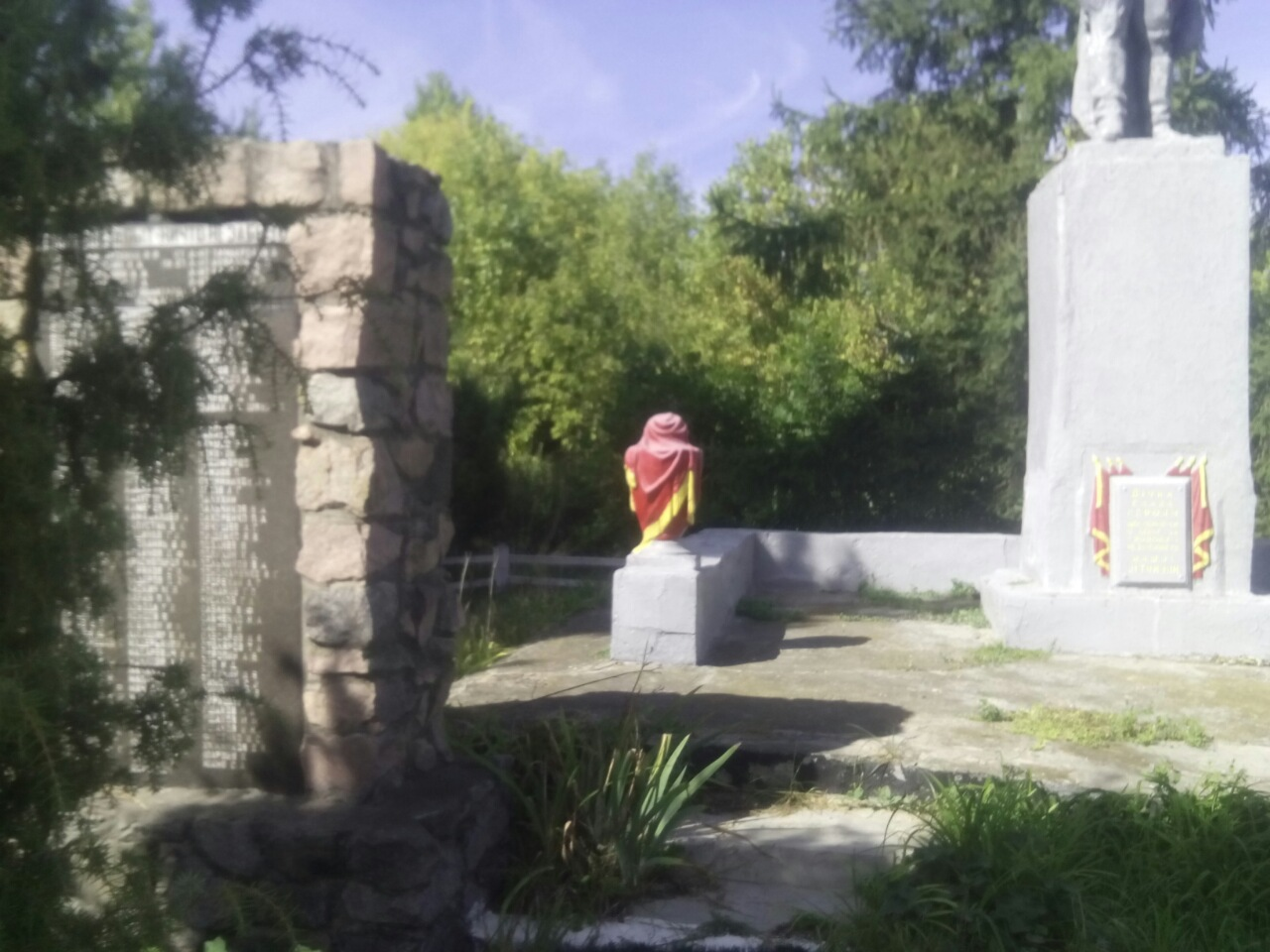
Загальний вид братської могили
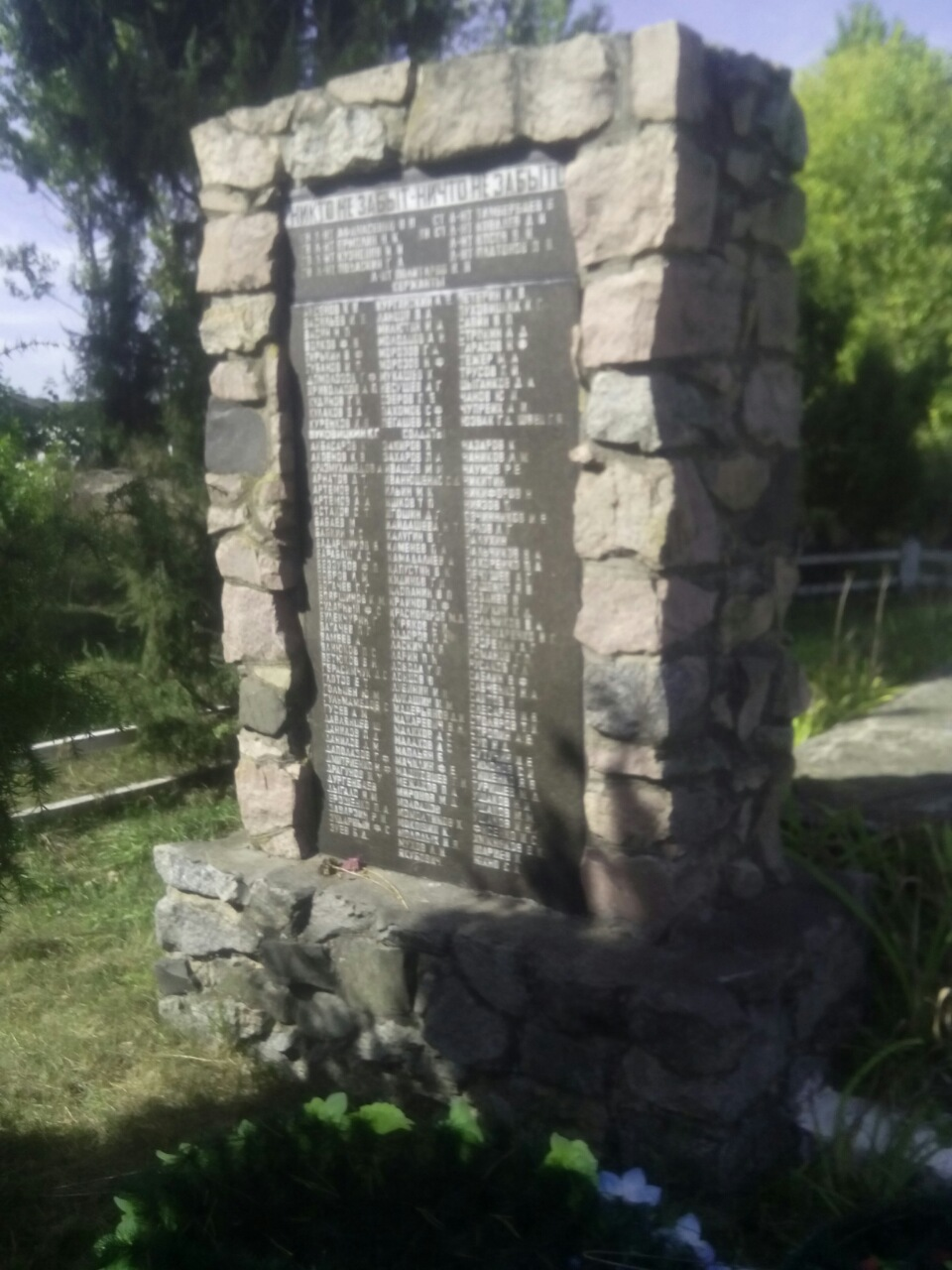
Стелла братської могили